# Aprostocetus phillyreae
Aprostocetus phillyreae är en stekelart som först beskrevs av Domenichini 1965.  Aprostocetus phillyreae ingår i släktet Aprostocetus och familjen finglanssteklar. Inga underarter finns listade i Catalogue of Life.